# هومر إليس فينجر جونيور
هومر إليس فينجر جونيور (بالإنجليزية: Homer Ellis Finger, Jr.)‏ هو قسيس وضابط أمريكي، ولد في 8 أكتوبر 1916، وتوفي في 25 مايو 2008.